# Oeffag C.I
Oeffag C.I (Öffag C.I) – austro-węgierski samolot rozpoznawczy zbudowany w Österreichische Flugzeugfabrik A.G. Wykorzystywany przez K.u.k. Luftfahrtruppen podczas pierwszej wojny światowej i lotnictwo Wojska Polskiego podczas wojny polsko-bolszewickiej.

## Historia
Na bazie produkowanych dwumiejscowych samolotów Albatros i Hansa-Brandenburg zakłady Österreichische Flugzeugfabrik A.G. opracowały w 1915 roku własną konstrukcję. W odróżnieniu od pierwowzoru Oeffag miał mniejsze nachylenie słupków międzyskrzydłowych i wznios płatów. Samolot nie spełnił oczekiwań K.u.k. Luftfahrtruppen i po wyprodukowaniu pierwszej serii produkcyjnej liczącej tylko 20 egzemplarzy (o numerze seryjnym 51) zaprzestano produkcji. Samoloty przesunięto do zadań szkoleniowych i łącznikowych.

## Użycie w lotnictwie polskim
W lotnictwie odrodzonego Wojska Polskiego użytkowano cztery egzemplarze tego samolotu, które zostały zdobyte na lotniskach we Lwowie i Krakowie. Dwa były na stanie 3. eskadry lotniczej bojowej a pozostałe dwa użytkowała Krakowska Szkoła Pilotów. Loty bojowe z ich użyciem wykonywano do jesieni 1919 roku, w szkole pilotów były użytkowane do sierpnia 1920 r.
9 sierpnia 1920 roku jeden z wykorzystywanych w szkole pilotów Oeffagów uległ katastrofie, w wyniku której zginął instruktor sierż. pil. Józef Jaworski i uczeń pil. Antoni Radziwiłł.

## Konstrukcja
Dwumiejscowy dwupłat o konstrukcji drewnianej. Kadłub o przekroju prostokątnym, kabina załogi otwarta. Skrzydła dwudzielne, komora płatów dwuprzęsłowa, usztywniona słupkami i naciągami z linek. Lotki tylko na płacie górnym, napęd lotek linkowy. Na górnym płacie był zamontowany zbiornik opadowy. Podwozie trójpunktowe z płozą ogonową. Napęd – silnik rzędowy Austro-Daimler (Skoda) o mocy 150 KM (113 kW), chłodzony wodą. Skrzynkowa chłodnica była zamontowana na górnym płacie.